# Гонсалес де Гальдеано, Игор
Игор Гонсалес де Гальдеано Арансабаль (исп. Igor González de Galdeano Aranzabal, род. 1 ноября 1973 года) — испанский профессиональный шоссейный велогонщик, в настоящее время работающий менеджером команды UCI ProTour «Euskaltel-Euskadi». Выступая за команду «Vitalicio Seguros» он в 1999 году занял второе место в генеральной классификации Вуэльта Испании. В 2002 году он владел желтой майкой лидера на Тур де Франс в течение 7 дней, а в 2003 году 1 день носил золотую майку лидера на Вуэльте Испании. Гонсалес де Гальдеано обладает рекордом Вуэльты Испании по самому скоростному прохождению этапа — 55,17 км/ч, из-за чего получил прозвище «Быстрый Гонсалес» (англ. Speedy González).
К началу старту Вуэльты 2004 года Гонсалес де Гальдеано окончательно утратил лидерские позиции в команде, став грегари нового капитана команды Роберто Эраса и его лейтенанта Исидро Носаля. В день своего 32-летия — 1 ноября 2005 года Гонсалес де Гальдеано объявил о завершении карьеры велогонщика. Свое решение об окончании карьеры в столь раннем возрасте он объяснил, тем, «во время последнего Тур де Франса он потерял мотивацию».